# Song of the Prairie
Song of the Prairie è un film del 1945 diretto da Ray Nazarro.

## Trama
Joan Wingate è una giovane ricca che desidera conoscere il mondo dello spettacolo, idea che trova la decisa disapprovazione di suo padre. Durante un viaggio all'Ovest riesce a unirsi ad un'orchestra che mantiene usando i soldi di famiglia. Ben decisa a non farsi scoprire cerca di mantenere separate queste due diverse vite che ha messo in piedi, ma suo padre un giorno la scopre.